# Râul Ghighiu, Sărata
Râul Ghighiu este un curs de apă, afluent al râului Sărata. 